# Tamás Somló

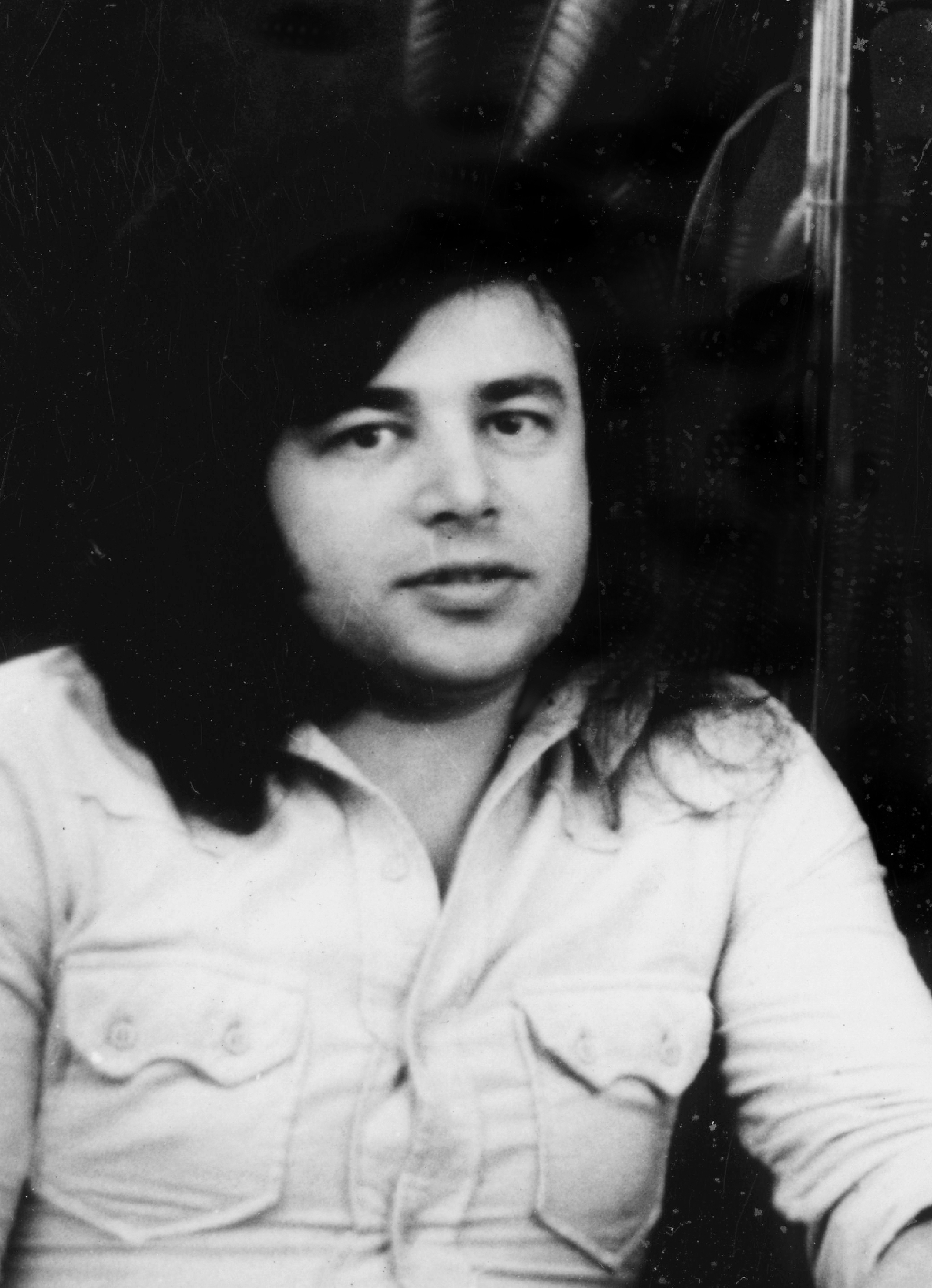
Tamás Somló (1971)

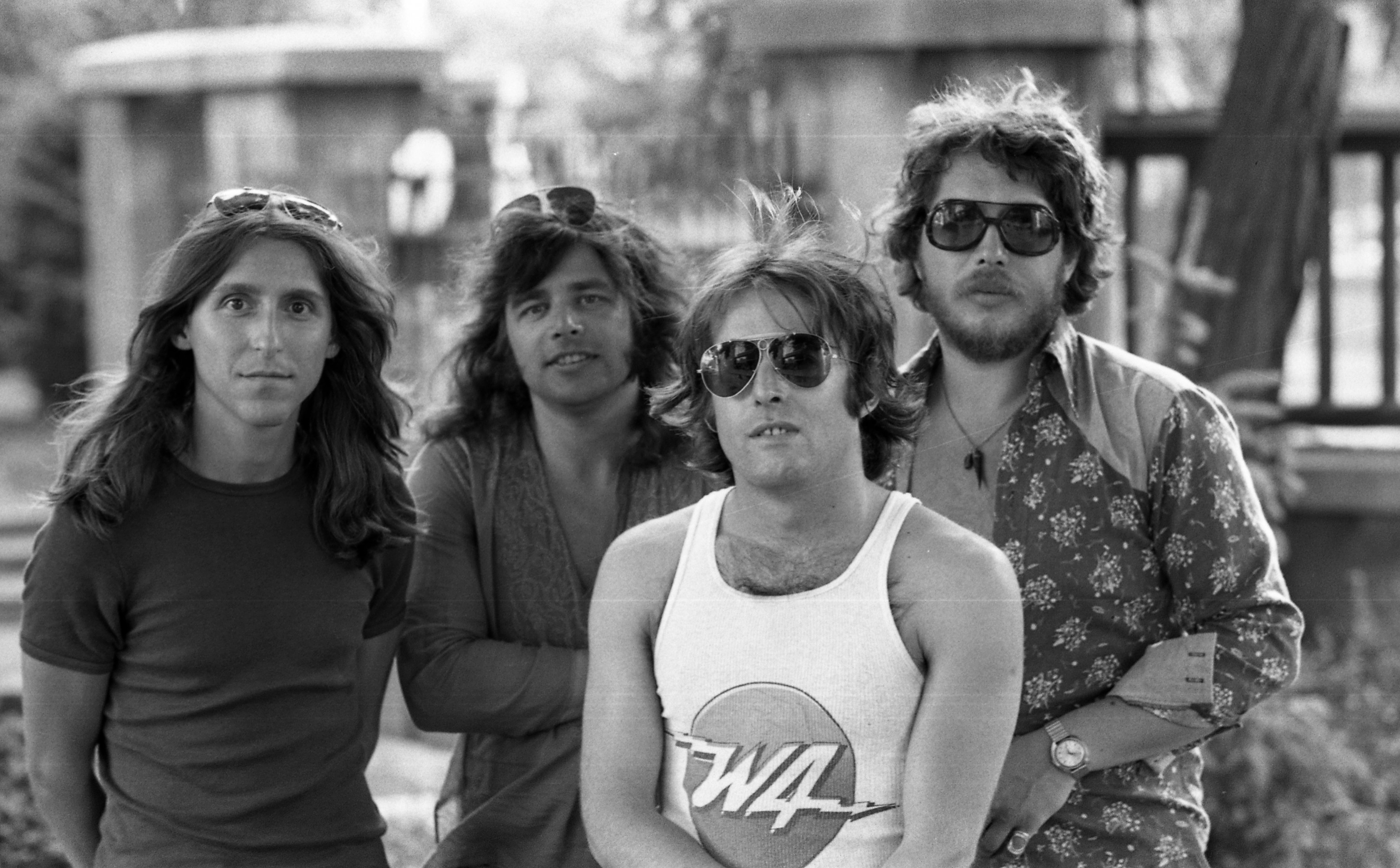
Locomotiv GT w 1976. Tamás Somló drugi z lewej

Tamás Iván Somló (ur. 17 listopada 1947 w Budapeszcie, zm. 19 lipca 2016 tamże) – węgierski wokalista, gitarzysta basowy, saksofonista, kompozytor, artysta i prawnik. Najbardziej znany jako wokalista zespołu Locomotiv GT i autor szeregu piosenek, które odniosły sukces.

## Życiorys
Uczył się w Szkole Podstawowej na ulicy Práter, w której uczęszczał do kółka muzycznego, gdzie grał na skrzypcach.
Później pod wpływem Sándora Heinemanna, właściciela Royal Orfeum, dostał się do Państwowego Liceum Artystycznego (Állami Artistaképző), w którego programie nauczania była żonglerka, akrobatyka, taniec, balet, pantomima i karate. Jako artysta koncertował na świecie wraz z grupą o nazwie Luxor. W 2004 zdobył dyplom na Wydziale Prawa Uniwersytetu im. Loránda Eötvösa w Budapeszcie.
Przede wszystkim znany jest jako wokalista, gitarzysta basowy i saksofonista grupy Locomotiv GT, ale wcześniej był członkiem zespołu Atlas, następnie Omegi i innych zespołów. Autor wielu znanych piosenek. Najpopularniejsze to: Álomarcú lány, Ülök a járdán, Valamit mindig valamiért, Boogie a zongorán, Primadonna, Nagyon kell, hogy szeress, Annyi mindent nem szerettem még.

## Zespoły
- Omega (1964–1967)
- Kex (1969–1971)
- Non Stop
- Locomotiv GT (1973–2016)

Płyty przy których współpracował
- Omega: single
- KEX:
- Non Stop: Üvegcserepek

## Płyty solowe
- Som-ló (1992)
- Semmi cirqsz (1997)
- 50mló koncert (1998)
- Zenecsomag (2000)
- Best Of (2003)
- Egy adag somlói (2007)

Elvarázsolt Edda-dalok – album Eddy. Somló śpiewa na nim utwór Álom.

### Filmy telewizyjne
- Serial Kisváros (1995)
- A korral jár (2009–2011)

## Nagrody i wyróżnienia
- Krzyż Rycerski Węgierskiego Orderu Zasługi (2005)
- Story Ötcsillag-díj, (Pięć gwiazdek tygodnika Story) (dzielona z członkami Locomotivu GT) – Produkcja muzyczna roku (2014)